# Pregrada
Pregrada är en stad i regionen Zagorje i Krapina-Zagorjes län i norra Kroatien. Namnet kommer av att staden ligger "före staden", staden var Desinić. Pregrada ligger nära borgen Veliki Tabor.